# Chemistry Development Kit
CDK (Chemistry Development Kit) — библиотека Java-классов для хемоинформатики и биоинформатики, распространяемая на условиях GNU Lesser General Public License.
CDK используется во многих программах, в том числе Jmol, JChemPaint и Bioclipse.

## Основные функции
- Молекулярный редактор 2D-структур
- Создание 3D геометрии
- Поиск подструктур, в том числе заданных с помощью SMARTS
- Поиск количественных соотношений структура-свойство
- Расчёт потенциальных полей
- Поддержка множества форматов